# Carl Peter Woelky
Carl Peter Woelky (* 1. September 1822 in Guttstadt; † 8. April 1891 in Frauenburg) war ein römisch-katholischer Geistlicher und altpreußischer Historiker.
Woelky studierte ab Herbst 1841 fünf Semester Katholische Theologie an der Universität Breslau. 1846 erfolgte seine Weihe zum Priester in Frauenburg, wo er später auch Domvikar war. Er war 1856 Gründungsmitglied des Historischen Vereins für Ermland. 1867 wurde ihm an der Albertina die Ehrendoktorwürde verliehen.

## Werke (Auswahl)
- Codex Diplomaticus Warmiensis, oder, Regesten und Urkunden zur Geschichte Ermlands. F. Kirchheim, Mainz 1860–1905, gemeinsam mit Johann Martin Saage und dem Historischen Verein für Ermland
- Urkundenbuch des bisthums Culm. T. Bertling, Danzig [1884–1887]
- Urkundenbuch des bisthums Samland. Leipzig 1891–1905